# Andrej Donatovič Sinjavskij
Andrej Donatovič Sinjavskij, in russo Андре́й Дона́тович Синя́вский? (Mosca, 8 ottobre 1925 – Parigi, 25 febbraio 1997), è stato uno scrittore e critico letterario sovietico.
Prigioniero politico per lunghi anni, sopravvisse all'esperienza dei gulag.

## Biografia

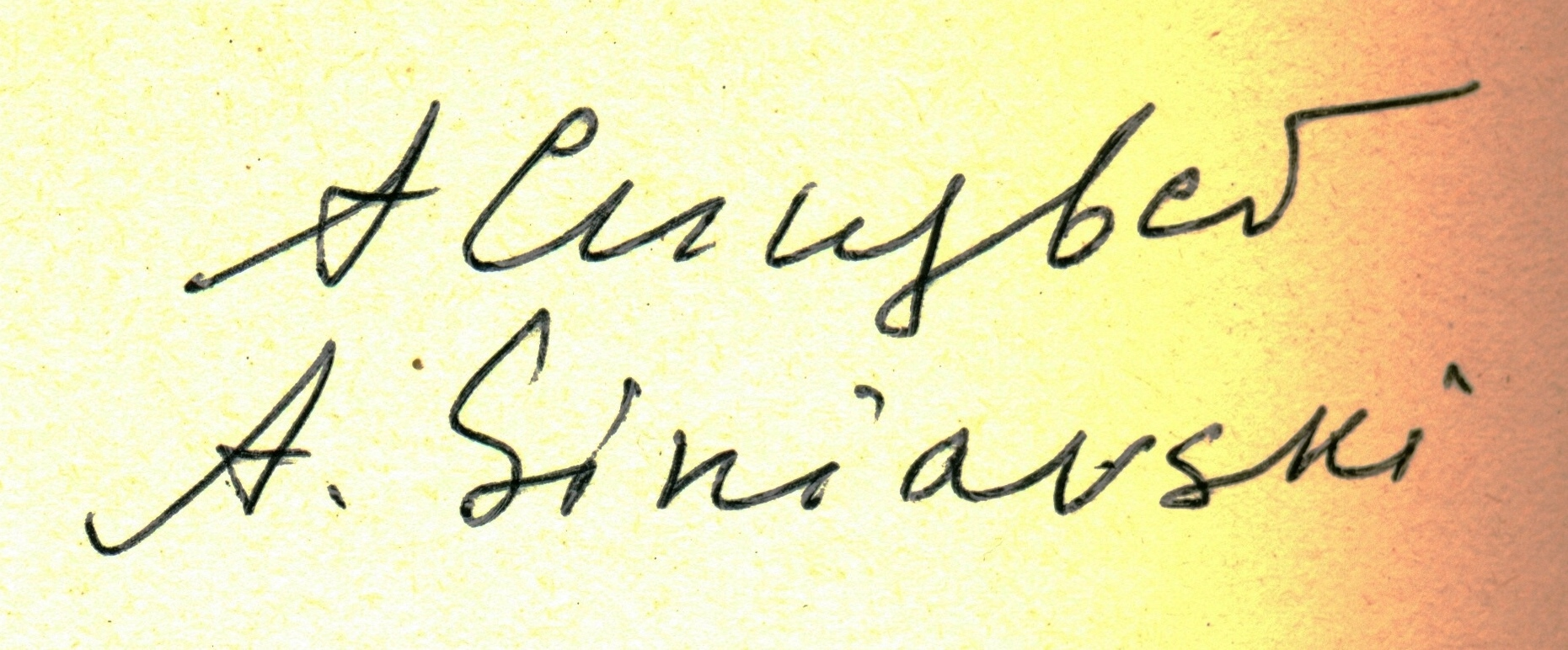
Autografo di Andrej Donatovič Sinjavskij. Varese, Italia, aprile 1983

Nato a Mosca in una famiglia nobile deve al padre Donat Evgen'evič Sinjavskij, iscritto al Partito Socialista Rivoluzionario (internazionalista), il suo avvicinamento alla scrittura. Oltre alla politica, infatti, il padre ebbe sempre un'altra grande passione: la letteratura. Scrisse e pubblicò negli anni Venti un'opera che riscosse scarso successo e per tutta la vita continuò a presentarla agli editori senza ottenere però risposte positive. Il contesto familiare fu caratterizzato per lo più da grandi difficoltà economiche, tanto che la famiglia poteva fare affidamento solo sullo stipendio della madre di Andrej, bibliotecaria. La figura del padre fu tuttavia determinante per Andrej, tanto che nel 1984 dedicò proprio al padre il racconto Buona notte (Спокойной ночи).
A. D. Sinjavskij iniziò la scuola a Mosca e fu costretto a terminarla a Syzran', dove trovò rifugio la sua famiglia in seguito alla Guerra Patriottica. Nel 1943 cominciò a prestare servizio nell'esercito svolgendo la funzione di radiotecnico nell'aviazione e dal 1945 al 1949 studiò presso la facoltà di Filologia dell'Università statale di Mosca, occupandosi in particolare del seminario riguardante la creatività di Vladimir Vladimirovič Majakovskij che fu anche l'argomento dei suoi primi lavori risalenti al 1950 Sull'estetica di Majakovskij e I principi fondamentali dell'estetica di Majakovskij.
Discussa la tesi di dottorato nel 1952, iniziò a lavorare presso l'Istituto Mondiale di Letteratura intitolato a Maksim Gor'kij e a insegnare giornalismo presso l'Università Statale di Mosca e letteratura russa presso la scuola d'arte MChAT (in russo МХАТ?) Teatro dell'arte di Mosca. Inoltre, dalla fine degli anni '50 Sinjavskij pubblica attivamente sulla rivista Novyj Mir articoli di critica letteraria.
Risalenti a questo periodo sono anche alcune opere narrative che descrivono per lo più in chiave satirica la realtà sociale e politica nell'Unione Sovietica di quegli anni: Compagni entra la corte (Суд идёт, 1959), La gelata (Гололедица, 1961); Ljubimov (Любимов, 1964) e altri in cui con registro talvolta negativo o grottesco critica la realtà e la letteratura sovietica di quegli anni. Queste opere furono scritte sotto lo pseudonimo Abram Terc e pubblicate all'estero.

### Il processo e la condanna
Andrej Sinjavskij subì insieme al poeta, scrittore e traduttore russo Julij Markovič Daniėl' un processo conosciuto come Il processo Sinjavskij-Daniėl' durato dall'autunno 1965 al febbraio 1966. Le opere contestate a Sinjavskij in quanto pubblicate all'estero e dai contenuti anti sovietici furono il saggio Che cos'è il realismo socialista? (Что такое социалистический реализм?), nel quale per la prima volta lo scrittore rifiutava i canoni del realismo imposti dal regime riconoscendo come unica alternativa lo stile e la scrittura fantastica di Gogol' e Dostoevskij; Ljubimov, La gelata e gli altri racconti (in seguito raccolti in Racconti fantastici di Abram Terc) e la breve collezione di aforismi Pensieri sparsi (Мысли врасплох).
Molte sono le versioni riguardo a come il KGB riuscì ad attribuire la paternità degli scritti dei due autori pubblicati sotto pseudonimo all'estero. C'è invece unanimità nel riconoscere che il processo fu epocale e intenzionalmente utilizzato come spettacolo di propaganda e monito per tutti coloro che avrebbero pensato ad intraprendere una strada simile ai due scrittori. Si raccolsero oltre mille firme nei vari circoli intellettuali di Mosca e tantissime furono le lettere aperte di scrittori e critici di grande valore e importanza. Ma né la difesa di gran parte degli intellettuali dell'epoca, né la difesa di Sinjavskij che non dichiarò mai le sue opere come anti sovietiche, ma solo come libera espressione del pensiero di uno scrittore, servirono a salvarlo: fu condannato a 7 anni di lavori forzati presso un lager penale per attività anti sovietica e propaganda reazionaria contro il regime.

### Opere del periodo in gulag
Nel gulag Sinjavskij lavorò soprattutto come scaricatore. A questo periodo risalgono le opere: Passeggiate con Puškin (Прогулки с Пушкиным, 1966-1968); Una voce dal coro (Голос из хора, 1966-1971) e l'inizio di All'ombra di Gogol' (В тени Гоголя, 1970-1973).
In Passeggiate con Puškin l'autore descrive il primo poeta russo come libero da qualsiasi condizionamento, tanto dall'aver utilizzato uno stile basso o grottesco. La reazione della stampa russa e dei russi emigrati all'estero verso quest'opera fu fortemente critica. Sinjavskij fu accusato di non aver riconosciuto il grande valore del poeta e scrittore russo per eccellenza e di odiare gli scrittori e il popolo russo in generale, soprattutto in ragione di ciò che era avvenuto ed era stato detto su di lui prima, durante e dopo il processo. 
Nell'opera Una voce fuori dal coro, il coro rappresenta la voce del lager, ma è anche un'occasione che lo scrittore coglie per riflettere sul rapporto con Dio, il significato profondo della vita, della creazione artistica, della morte, dei sentimenti e delle caratteristiche e proprietà peculiari del popolo e della mentalità russa.
L'8 giugno 1971 venne liberato dal lager a regime duro e con la moglie Marija Vasil'evna Rozanova e il figlio Igor' si trasferì a Parigi dove divenne nel 1973 professore di Letteratura Russa alla Sorbona.
Nel 1975 rilasciò in Italia un'intervista alla Rai, che fu tagliata da Enzo Forcella.
I rapporti con l'intelligencija russa e con gli intellettuali emigrati in Europa furono sempre molto tesi, fino a che nel 1976 si arrivò ad un punto di rottura segnato dall'interruzione della collaborazione con la rivista Kontinent e la decisione di fondare con la moglie Marija Rozanova una nuova rivista di pubblicistica e critica intitolata Sintaksis che raccolse le prime voci della dissidenza russa, pur manifestando una vocazione più estetica che politica. In essa Sinjavskij ha raccolto le più grandi testimonianze letterarie degli autori della nuova emigrazione sovietica.

### La riabilitazione
A partire dal 1989 poté tornare liberamente in patria dove le prime sue opere furono pubblicate a partire dal 1990. Il 7 ottobre 1991 Izvestija pubblicò la revisione di alcuni processi, tra cui quello Sinjavskij-Daniėl', in cui per la prima volta si ammetteva che a carico degli imputati non era stato accertato in realtà nessun reato.
Nel 1998 verrà pubblicato postumo il suo libro La casa del gatto (Кошкин дом. Роман дальнего следования, 1998), nel quale il protagonista è una sorta di "detective universale" che deve ricercare la causa del male nel mondo. Morì nel 1997 a Fontenay-aux-roses, vicino a Parigi.

### Sinjavskij e Abram Terc
Andrej Sinjavskij fu il professore barbuto e saggio di letteratura russa presso i più grandi istituti di cultura russa della sua epoca, autore anche di una serie di articoli di critica letteraria presso la famosa rivista Novyj Mir e di saggi su grandi autori russi, sul modo di fare letteratura dei suoi connazionali e su come secondo lui andava fatta la letteratura. Allo stesso tempo lo pseudonimo Abram Terc gli permette di pubblicare all'estero i racconti fantastici e i saggi di critica letteraria e linguistica nei quali si scaglia con tono grottesco e graffiante contro i canoni della sua epoca e l'oppressivo regime culturale sovietico. Abram Terc diventa quindi qualcosa di più di un semplice pseudonimo, assumendo i connotati di un vero e proprio alter ego che gli consentì di vivere una realtà parallela a quella quotidiana di posato e colto professore di letteratura.